# Rue du Cimetière-Saint-Benoist
Rue du Cimetière-Saint-Benoist är en gata i Quartier de la Sorbonne i Paris femte arrondissement. Gatan är uppkallad efter Nouveau cimetière Saint-Benoît. Rue du Cimetière-Saint-Benoist börjar vid Impasse Chartière 1 och slutar vid Rue Saint-Jacques.

## Omgivningar
- Panthéon
- Saint-Étienne-du-Mont
- Impasse des Bœufs
- Impasse Bouvart
- Rue d'Écosse
- Passage du Clos-Bruneau
- Impasse Chartière
- Rue Basse-des-Carmes
- Rue des Carmes

## Bilder
| - Gatuskylt. - Rue du Cimetière-Saint-Benoist. Fotografi från år 1923. - Panthéon. - Saint-Étienne-du-Mont. |

## Kommunikationer
- Tunnelbana – linje  – Maubert – Mutualité
- Busshållplats Collège de France – Paris bussnät

### Webbkällor
- ”Rue du Cimetière-Saint-Benoist”. Mairie de Paris. https://web.archive.org/web/20150910071039/http://www.v2asp.paris.fr/commun/v2asp/v2/nomenclature_voies/Voieactu/2041.nom.htm. Läst 26 oktober 2023.
- ”Rue du Cimetière-Saint-Benoist (5ème arrondissement)”. Les rues de Paris. https://web.archive.org/web/20190731025432/http://www.parisrues.com/rues05/paris-05-rue-du-cimetiere-saint-benoit.html. Läst 26 oktober 2023.